# Kaley Cuoco
Kaley Christine Cuoco  (Camarillo, Califórnia, 30 de novembro de 1985), é uma atriz e produtora norte americana. É mais conhecida por seus papéis nas séries The Big Bang Theory, 8 Simple Rules, Charmed e The Flight Attendant. Em 2014, venceu o People's Choice Awards na categoria Atriz de Comédia da TV Favorita e ganhou uma estrela na Calçada da Fama em Hollywood.
Desde 2020, Cuoco estrela e produz a série de suspense e comédia da HBO Max, The Flight Attendant, onde faz o papel da comissária de bordo Cassandra, e que recebeu grande aclamação da crítica.
Em 30 de março de 2023, nasce Matilda Carmine Richie Pelphrey, sua primeira filha com o parceiro Tom Pelphrey.

## Início da vida

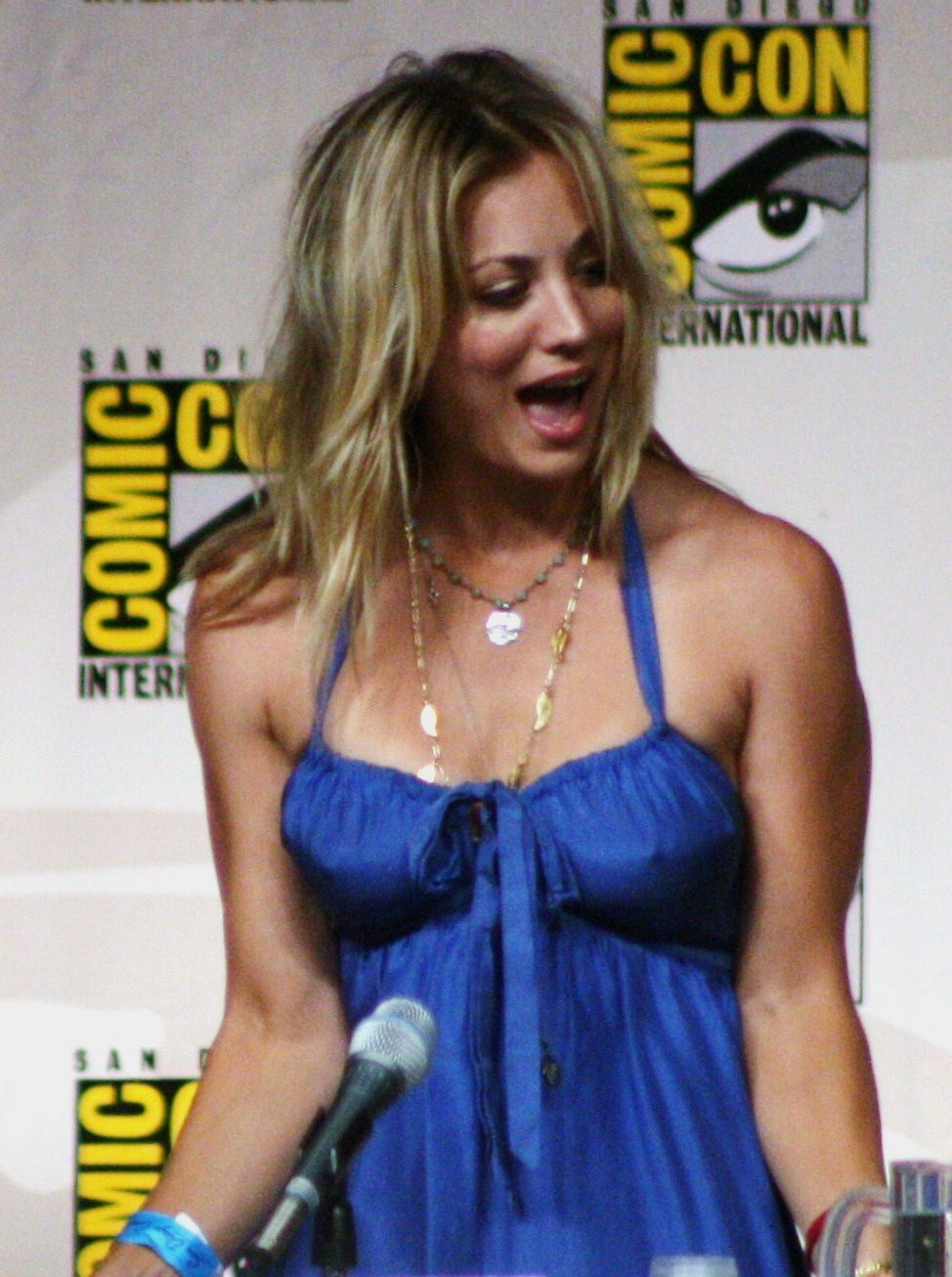
Kaley Cuoco na San Diego Comic-Con em 2009.

Cuoco nasceu em Camarillo, Califórnia, sendo a filha mais velha de Layne Ann, uma dona de casa, e Gary Carmine Cuoco, um corretor de imóveis. Ela é de meia ascendência italiana. Quando criança, Cuoco foi tenista amadora e começou a praticar quando tinha três anos de idade, parando de jogar em 2002, aos 16.

## Carreira
Em setembro de 2007, recebeu um papel de protagonista na sitcom da CBS The Big Bang Theory. Ela interpreta Penny, uma aspirante a atriz e garçonete  no Cheesecake Factory, vizinha de dois nerds cientistas, Sheldon Cooper e Leonard Hofstadter.
Antes da temporada de 2010-2011, ela ganhou 60 mil dólares de um episódio da série, o mesmo que seus colegas de elenco. Em 2010, cada ator passou a ganhar US$ 200.000 por episódio. Em 2013, a revista TV Guide divulgou a lista dos maiores salários da TV americana, Kaley ficou em 4º lugar, ganhando 350 mil dólares por episódio, junto com seus companheiros de elenco Jim Parsons e Johnny Galecki. Chegando a ganhar perto de US$ 1 milhão por episódio em sua última (12ª) temporada.
Em 2014 Kaley ganhou sua estrela na Calçada da Fama.

## Filmografia

### Filme
| Ano  | Título Original      | Papel                   | Nota                         |
| ---- | -------------------- | ----------------------- | ---------------------------- |
| 1995 | Virtuosity           | Karin Carter            |                              |
| 1997 | Everson              | Garotinha               |                              |
| 2000 | Can't Be Heaven      | Teresa Powers           |                              |
| 2004 | The Hollow           | Karen                   | Direto em vídeo              |
| 2004 | Debating Robert Lee  | Maralee Rodgers         |                              |
| 2004 | Crimes of Fashion    | Brooke                  | Protagonista                 |
| 2005 | Lucky 13             | Sarah Baker             |                              |
| 2006 | Wasted               | Katie                   |                              |
| 2007 | Cougar Club          | Amanda                  |                              |
| 2008 | Killer Movie         |                         | Blanca Champion              |
| 2010 | The Penthouse        | Erica                   |                              |
| 2011 | Hop                  | Samantha "Sam" O'Hare   |                              |
| 2012 | The Last Ride        | Wanda                   |                              |
| 2014 | Authors Anonymous    | Hannah Rinaldi          |                              |
| 2015 | The Wedding Ringer   | Padrinhos Ltda.         |                              |
| 2015 | Burning Bodhi        | Katy                    |                              |
| 2016 | Why Him?             | Smart Home System Voice | Voz da casa de Lairdy Maihew |
| 2022 | The Man from Toronto |                         |                              |
| 2023 | O Jogo do Disfarce   | Emma Brackett           |                              |

### Curta-metragem
| Ano  | Título                   | Papel | Nota |
| ---- | ------------------------ | ----- | ---- |
| 2012 | Ultimate Gamer: Diablo 3 |       |      |

### Televisão
| Ano           | Título                | Papel                                    | Nota                                               |
| ------------- | --------------------- | ---------------------------------------- | -------------------------------------------------- |
| 2002–2005     | 8 Simple Rules        | Bridget Hennessy/Cate Hennessy           | 76 episódios                                       |
| 2004–2006     | Brandy & Mr. Whiskers | Brandy Harrington                        | 77 episódios                                       |
| 2005–2006     | Charmed               | Billie Jenkins                           | 22 episódios                                       |
| 2006–2008     | Monster Allergy       | Elena Potato                             | 31 episódios                                       |
| 2006          | Prison Break          | Sasha Murray                             | 1 Episódio - 2x15                                  |
| 2007–2019     | The Big Bang Theory   | Penny                                    | Papel principal                                    |
| 2019–presente | Harley Quinn          | Dr. Harleen Quinzel / Harley Quinn (voz) | Produtora executiva                                |
| 2019          | Young Sheldon         | Pool Water (voz)                         | Episódio: "Teenager Soup and a Little Ball of Fib" |
| 2020–2022     | The Flight Attendant  | Cassandra "Cassie" Bowden                | Produtura Executiva                                |

#### Participação
| Ano  | Título                       | Papel                                | Temporada - Episódio | Nota                   |
| ---- | ---------------------------- | ------------------------------------ | -------------------- | ---------------------- |
| 1994 | Northern Exposure            | Miranda (com sete anos)              | 5ª - 15              |                        |
| 1994 | My So-Called Life            | Angela (jovem)                       | 1ª - 4               |                        |
| 1996 | Ellen                        | Ellen (pequena)                      | 4ª - 6               |                        |
| 1998 | The Tony Danza Show          | Pammie Green                         | 1ª - 12              |                        |
| 2000 | Homewood P.I.                | Lauren Crane                         |                      | 1 episódio             |
| 2000 | Don't Forget Your Toothbrush | Ashley                               |                      | 2000                   |
| 2001 | Ladies Man                   | Bonnie Stiles                        |                      | 8 episódios, 2000-2001 |
| 2001 | 7th Heaven                   | Lynn                                 | 6ª - 5               |                        |
| 2002 | The Ellen Show               | Vanessa                              | 1ª - 4               |                        |
| 2002 | First Monday                 | Alyssa                               | 1ª - 1 Piloto        |                        |
| 2002 | The Nightmare Room           | Kristin Ferris                       | 1ª - 11              |                        |
| 2004 | The Help                     | Carly Michaels                       | 1ª - 1 Piloto        |                        |
| 2004 | Complete Savages             | Erin                                 | 1ª - 7               |                        |
| 2004 | Punk'd                       | Ela mesma                            | 3ª - 3               |                        |
| 2005 | Loonatics Unleashed          | Paula Hayes/Weathervane/Weather Vane | 1ª - 4, 12 e 13      |                        |
| 2006 | Secrets of a Small Town      | Misty Anders                         | 1ª - 1 Piloto        |                        |
| 2007 | Prison Break                 | Sasha                                | 2ª - 15 e 16         |                        |

#### Telefilme
| Ano  | Título                     | Papel                | Nota |
| ---- | -------------------------- | -------------------- | ---- |
| 1992 | Quicksand: No Escape       | Connie Reinhardt     |      |
| 1997 | Toothless                  | Lori                 |      |
| 1998 | Mr. Murder                 | Charlotte Stillwater |      |
| 2000 | Alley Cats Strike          | Elisa Bowers         |      |
| 2000 | Growing Up Brady           | Maureen McCormick    |      |
| 2004 | Crimes of Fashion          | Brooke               |      |
| 2004 | 10.5                       | Amanda Williams      |      |
| 2006 | Separated at Worth         | Gabby                |      |
| 2007 | To Be Fat Like Me          | Alyson               |      |
| 2012 | Drew Peterson: Untouchable | Stacy Peterson       |      |

## Voz
| Ano  | Título                              | Papel            | Nota                    |
| ---- | ----------------------------------- | ---------------- | ----------------------- |
| 2004 | 6Teen                               | Chrissie Baldwin | 83 episódios, 2004-2010 |
| 2006 | Bratz                               | Kirstee Smith    | 1 episódio              |
| 2006 | Bratz: Passion 4 Fashion - Diamondz | Kirstee          | Lançado direto em vídeo |
| 2019 | Harley Quinn                        | Harley Quinn     | Principal               |

## Prêmios e Indicações

#### Emmy
| Ano  | Categoria                        | Série                | Resultado |
| ---- | -------------------------------- | -------------------- | --------- |
| 2021 | Melhor Atriz em Série de Comédia | The Flight Attendant | Indicado  |
| 2021 | Melhor Série de Comédia          | The Flight Attendant | Indicado  |
| 2022 | Melhor Atriz em Série de Comédia | The Flight Attendant | Indicado  |

#### Globo de Ouro
| Ano  | Categoria                                   | Série                | Resultado |
| ---- | ------------------------------------------- | -------------------- | --------- |
| 2021 | Melhor Atriz em Série de Comédia ou Musical | The Flight Attendant | Indicado  |
| 2021 | Melhor Série de Comédia ou Musical          | The Flight Attendant | Indicado  |
| 2023 | Melhor Atriz em Série de Comédia ou Musical | The Flight Attendant | Pendente  |

#### SAG Awards
| Ano  | Categoria                         | Série                | Resultado |
| ---- | --------------------------------- | -------------------- | --------- |
| 2012 | Melhor Elenco em Série de Comédia | The Big Bang Theory  | Indicado  |
| 2013 | Melhor Elenco em Série de Comédia | The Big Bang Theory  | Indicado  |
| 2014 | Melhor Elenco em Série de Comédia | The Big Bang Theory  | Indicado  |
| 2015 | Melhor Elenco em Série de Comédia | The Big Bang Theory  | Indicado  |
| 2016 | Melhor Elenco em Série de Comédia | The Big Bang Theory  | Indicado  |
| 2021 | Melhor Elenco em Série de Comédia | The Flight Attendant | Indicado  |
| 2021 | Melhor Atriz em Série de Comédia  | The Flight Attendant | Indicado  |

#### Critics' Choice Television Awards
| Ano  | Categoria                                    | Série                | Resultado |
| ---- | -------------------------------------------- | -------------------- | --------- |
| 2013 | Melhor Atriz Coadjuvante em Série de Comédia | The Big Bang Theory  | Venceu    |
| 2023 | Melhor Atriz em Série de Comédia             | The Flight Attendant | Indicado  |

#### Critics' Choice Super Awards
| Ano  | Categoria                                     | Série        | Resultado |
| ---- | --------------------------------------------- | ------------ | --------- |
| 2021 | Melhor Dublagem Feminina em Série de Animação | Harley Quinn | Venceu    |